# Ixhuapan, Angel R. Cabada
Ixhuapan är en ort i Mexiko.   Den ligger i kommunen Angel R. Cabada och delstaten Veracruz, i den sydöstra delen av landet, 400 km öster om huvudstaden Mexico City. Ixhuapan ligger 44 meter över havet och antalet invånare är 319.
Terrängen runt Ixhuapan är platt västerut, men österut är den kuperad. Terrängen runt Ixhuapan sluttar västerut. Runt Ixhuapan är det ganska tätbefolkat, med 70 invånare per kvadratkilometer. Närmaste större samhälle är Lerdo de Tejada, 17,2 km nordväst om Ixhuapan. Omgivningarna runt Ixhuapan är en mosaik av jordbruksmark och naturlig växtlighet.